# Oliver Schäfer
Oliver Schäfer (ur. 27 lutego 1969 w Lahr/Schwarzwald) – niemiecki piłkarz występujący na pozycji obrońcy.

## Kariera
Schäfer jest wychowankiem klubu VfR Allmannsweier. W 1988 roku trafił do Freiburger FC, gdzie rozpoczął seniorską karierę. W 1989 roku został graczem zespołu SC Freiburg z 2. Bundesligi. W ciągu 2 lat rozegrał tam 71 spotkań.
W 1991 roku Schäfer przeszedł do 1. FC Kaiserslautern, grającego w Bundeslidze. W tych rozgrywkach zadebiutował 3 sierpnia 1991 roku w wygranym 1:0 meczu z Dynamem Drezno. 5 czerwca 1993 roku w wygranym 2:0 pojedynku z Dynamem Drezno strzelił pierwszego gola w Bundeslidze. W 1994 roku wywalczył z klubem wicemistrzostwo Niemiec. W 1996 roku zdobył z nim Puchar Niemiec. W tym samym roku spadł jednak z zespołem do 2. Bundesligi. W 1997 roku powrócił z nim do Bundesligi, a w 1998 roku zdobył z Kaiserslautern mistrzostwo Niemiec.
W 1999 roku Schäfer odszedł do tureckiego Beşiktaşu JK. Spędził tam rok, a potem powrócił do Niemiec, gdzie został zawodnikiem drugoligowego Hannoveru 96. Występował tam przez 2 lata. W 2002 roku przeniósł się do 1. FC Saarbrücken z Regionalligi. Grał tam przez 2 lata, a kolejne 3 spędził w rezerwach 1. FC Kaiserslautern, gdzie w 2007 roku zakończył karierę.